# Чернелівка
Чернелі́вка — село в Україні, у Красилівській міській громаді Хмельницького району Хмельницької області. Населення становить 750 осіб.

## Географія
Розташоване на річці Случ. Поблизу села знаходиться підземне водосховище, з якого проведено водогін для потреб міста Хмельницького.

## Історія

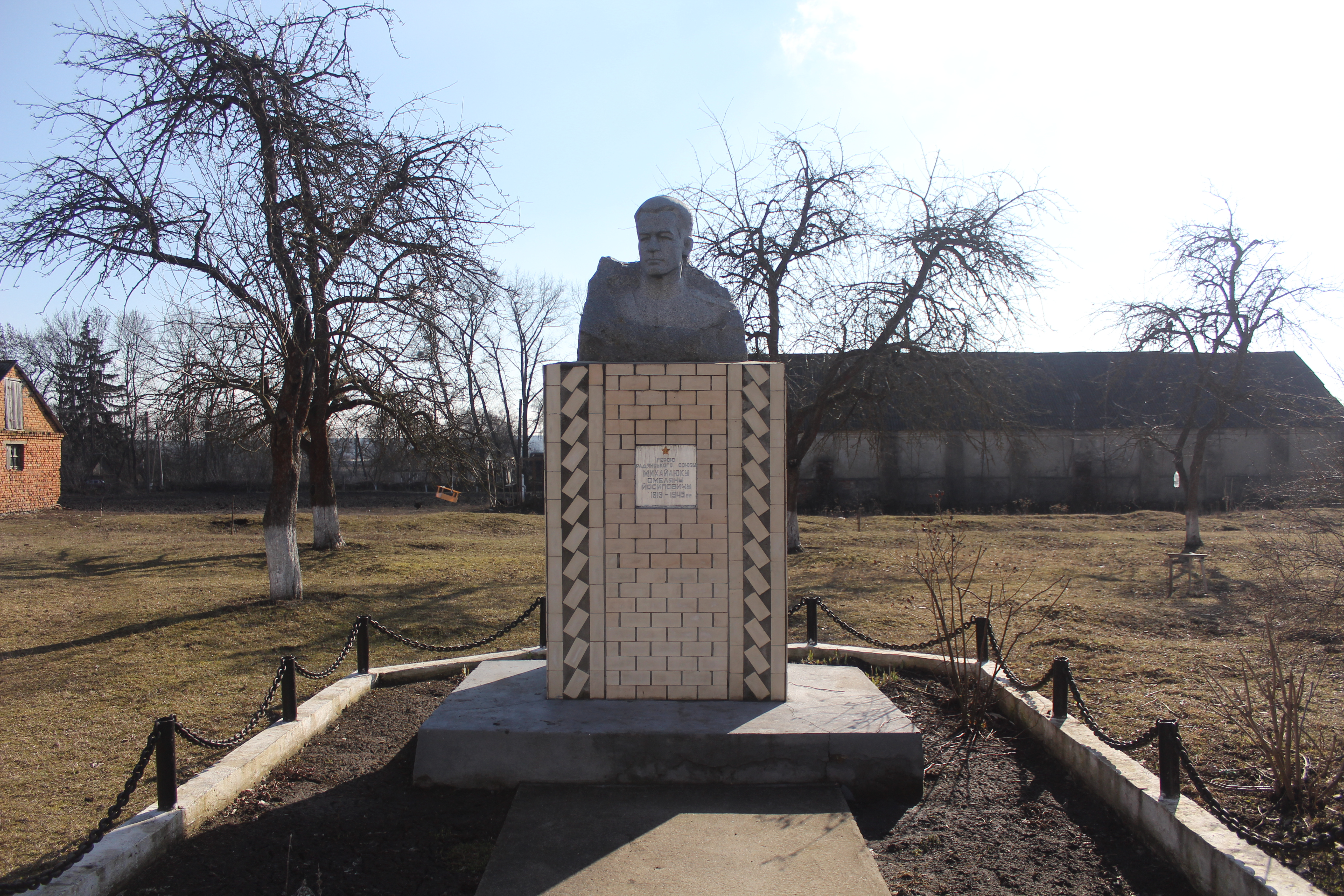
Пам'ятник Герою Радянського Союзу Омеляну Михайлюку

У 1906 році село Чернелевецької волості Старокостянтинівського повіту Волинської губернії. Відстань від повітового міста 32 верст. Дворів 152, мешканців 1024.
Колишній орган місцевого самоврядування — Чернелівська сільська рада.

## Пам'ятки
На півночі від села знаходиться Чернелівське заповідне урочище.

## Уродженці
- Омелян Михайлюк (нар.1919 — †1945) — Герой Радянського Союзу;
- Клітинський Олександр Іванович (1988-2014) — Герой Майдану, Герой України.
- Поліщук Наталія Валеріївна (* 1985) — український філолог, журналіст, викладач.

## Галерея

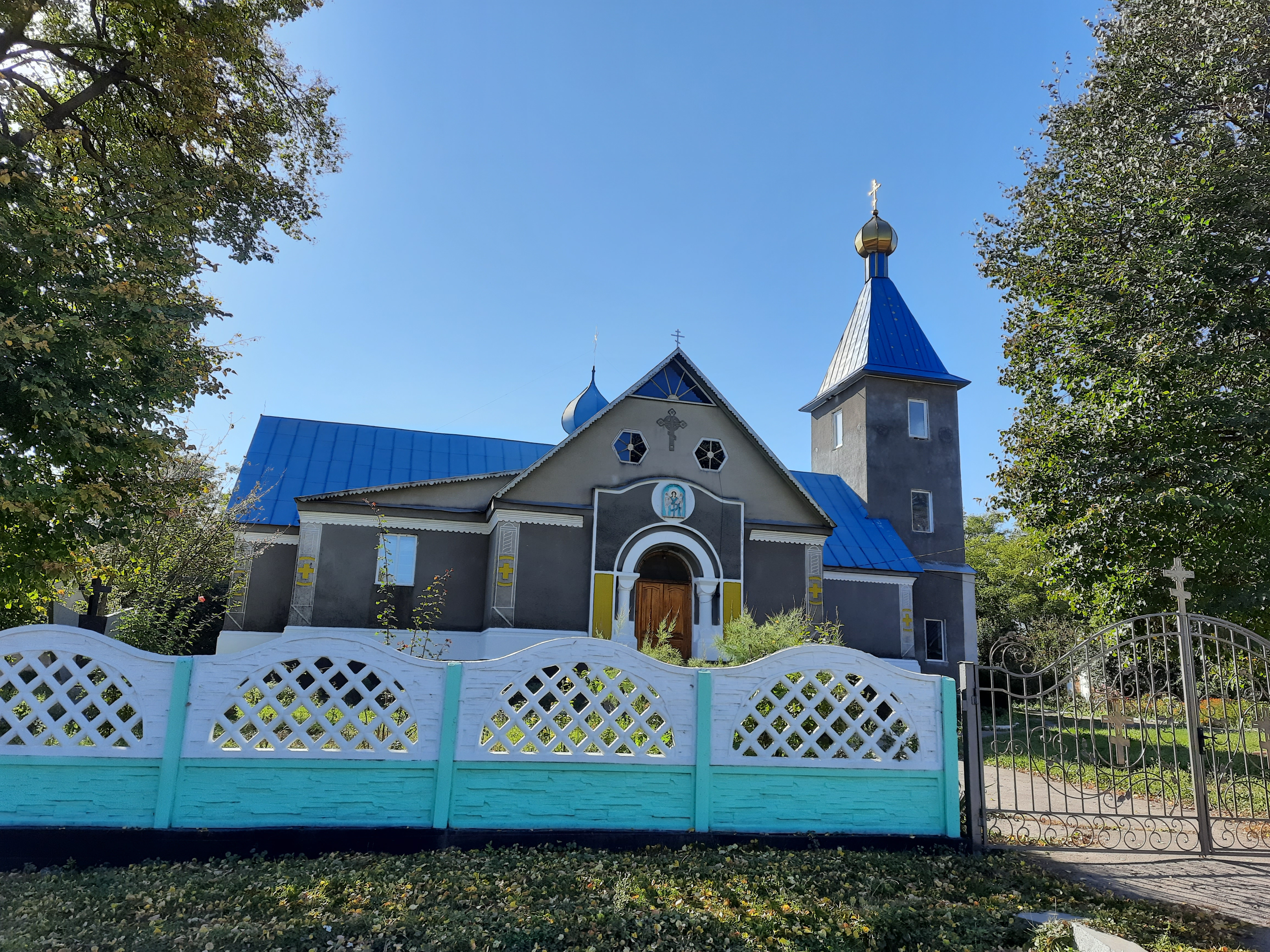
Храм Святого Архистратига Михаїла
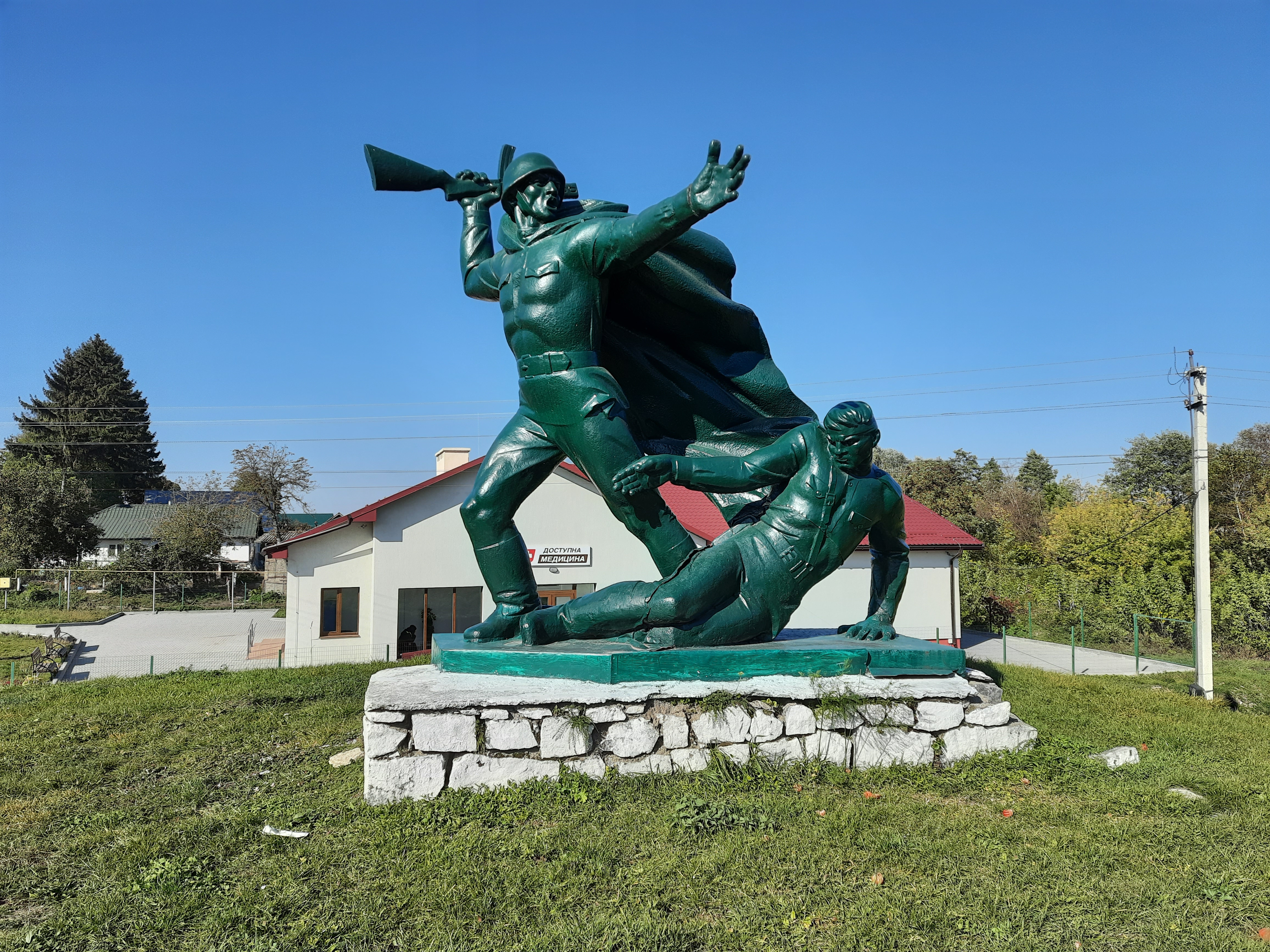
Пам'ятний знак на честь воїнів-односельців
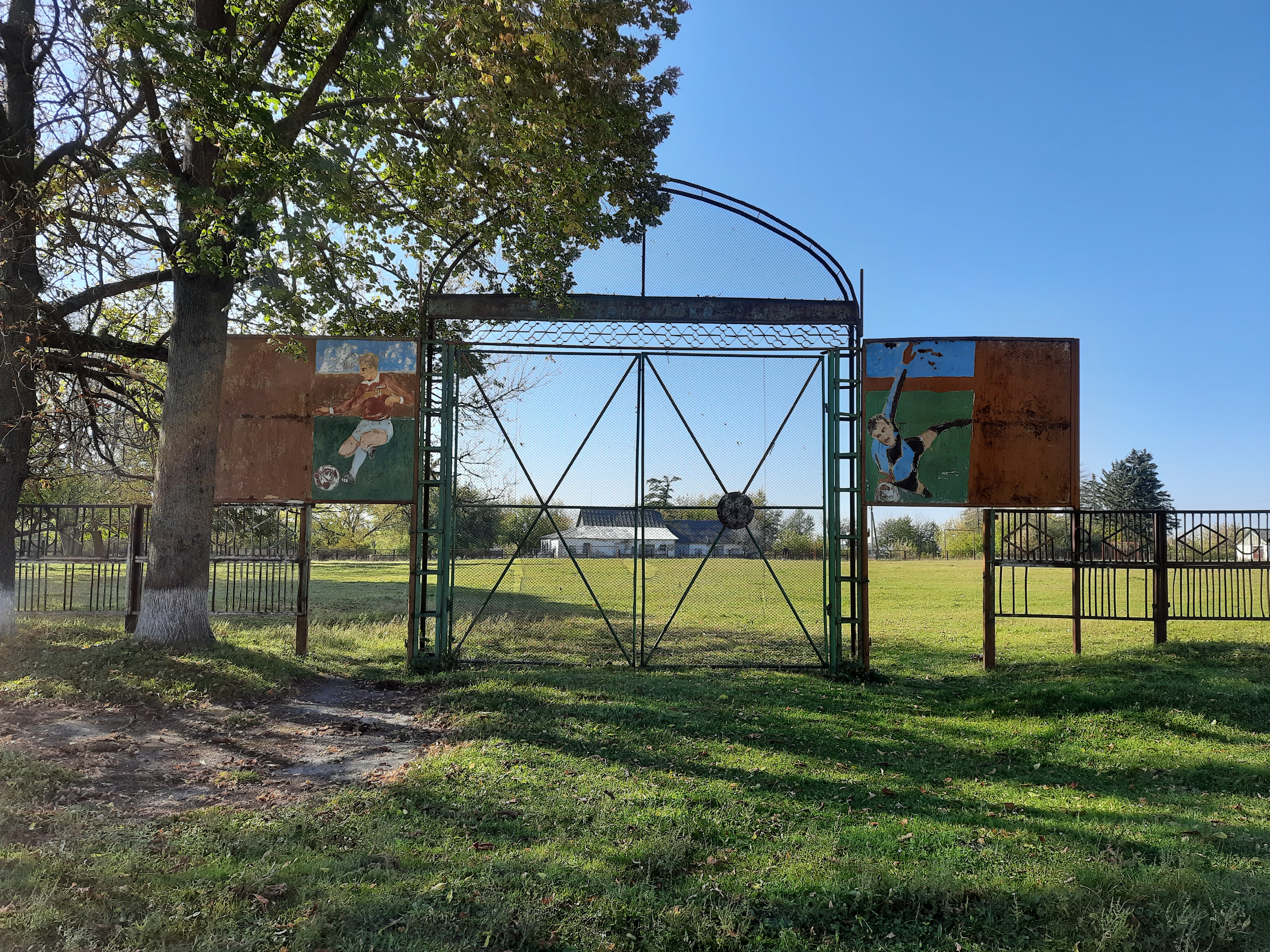
Сільський стадіон